# Chuzelles
Chuzelles est une commune française située dans le département de l'Isère en région Auvergne-Rhône-Alpes.

## Géographie
Chuzelles est une commune d'une superficie de 1 303 ha.

### Localisation
La commune est située :
- à 8 kilomètres au nord de Vienne ;
- à 22 kilomètres au sud de Lyon ;
- à 4 kilomètres de la sortie 16 de l'autoroute A46.

### Communes limitrophes
| Communay (Rhône) | Simandres (Rhône) | Villette-de-Vienne |
| Seyssuel         | Chuzelles         | Villette-de-Vienne |
| Seyssuel         | Vienne            | Serpaize           |

### Hydrographie
Chuzelles est traversé principalement par la rivière la Sévenne, et ses affluents, notamment le béal du Rival, le ruisseau des Martinières, l'Abereau et la combe Boussole.

### Climat
Pour des articles plus généraux, voir Climat d'Auvergne-Rhône-Alpes et Climat de l'Isère.
En 2010, le climat de la commune est de type climat du Bassin du Sud-Ouest, selon une étude du Centre national de la recherche scientifique s'appuyant sur une série de données couvrant la période 1971-2000. En 2020, Météo-France publie une typologie des climats de la France métropolitaine dans laquelle la commune est dans une zone de transition entre le climat semi-continental et le climat de montagne et est dans une zone de transition entre les régions climatiques « Bourgogne, vallée de la Saône » et « Moyenne vallée du Rhône ». 
Pour la période 1971-2000, la température annuelle moyenne est de 11,9 °C, avec une amplitude thermique annuelle de 18,1 °C. Le cumul annuel moyen de précipitations est de 825 mm, avec 9 jours de précipitations en janvier et 6,2 jours en juillet. Pour la période 1991-2020, la température moyenne annuelle observée sur la station météorologique de Météo-France la plus proche, « Luzinay », sur la commune de Luzinay à 6 km à vol d'oiseau, est de 12,7 °C et le cumul annuel moyen de précipitations est de 928,1 mm,. Pour l'avenir, les paramètres climatiques de la commune estimés pour 2050 selon différents scénarios d'émission de gaz à effet de serre sont consultables sur un site dédié publié par Météo-France en novembre 2022.

## Urbanisme

### Typologie
Au 1er janvier 2024, Chuzelles est catégorisée bourg rural, selon la nouvelle grille communale de densité à sept niveaux définie par l'Insee en 2022.
Elle est située hors unité urbaine. Par ailleurs la commune fait partie de l'aire d'attraction de Lyon, dont elle est une commune de la couronne,. Cette aire, qui regroupe 397 communes, est catégorisée dans les aires de 700 000 habitants ou plus (hors Paris),.

### Occupation des sols
L'occupation des sols de la commune, telle qu'elle ressort de la base de données européenne d’occupation biophysique des sols Corine Land Cover (CLC), est marquée par l'importance des territoires agricoles (74 % en 2018), en diminution par rapport à 1990 (77,1 %). La répartition détaillée en 2018 est la suivante : 
terres arables (43,8 %), forêts (15,3 %), prairies (15,2 %), zones agricoles hétérogènes (14,9 %), zones urbanisées (10,6 %), zones industrielles ou commerciales et réseaux de communication (0,1 %). L'évolution de l’occupation des sols de la commune et de ses infrastructures peut être observée sur les différentes représentations cartographiques du territoire : la carte de Cassini (XVIIIe siècle), la carte d'état-major (1820-1866) et les cartes ou photos aériennes de l'IGN pour la période actuelle (1950 à aujourd'hui).

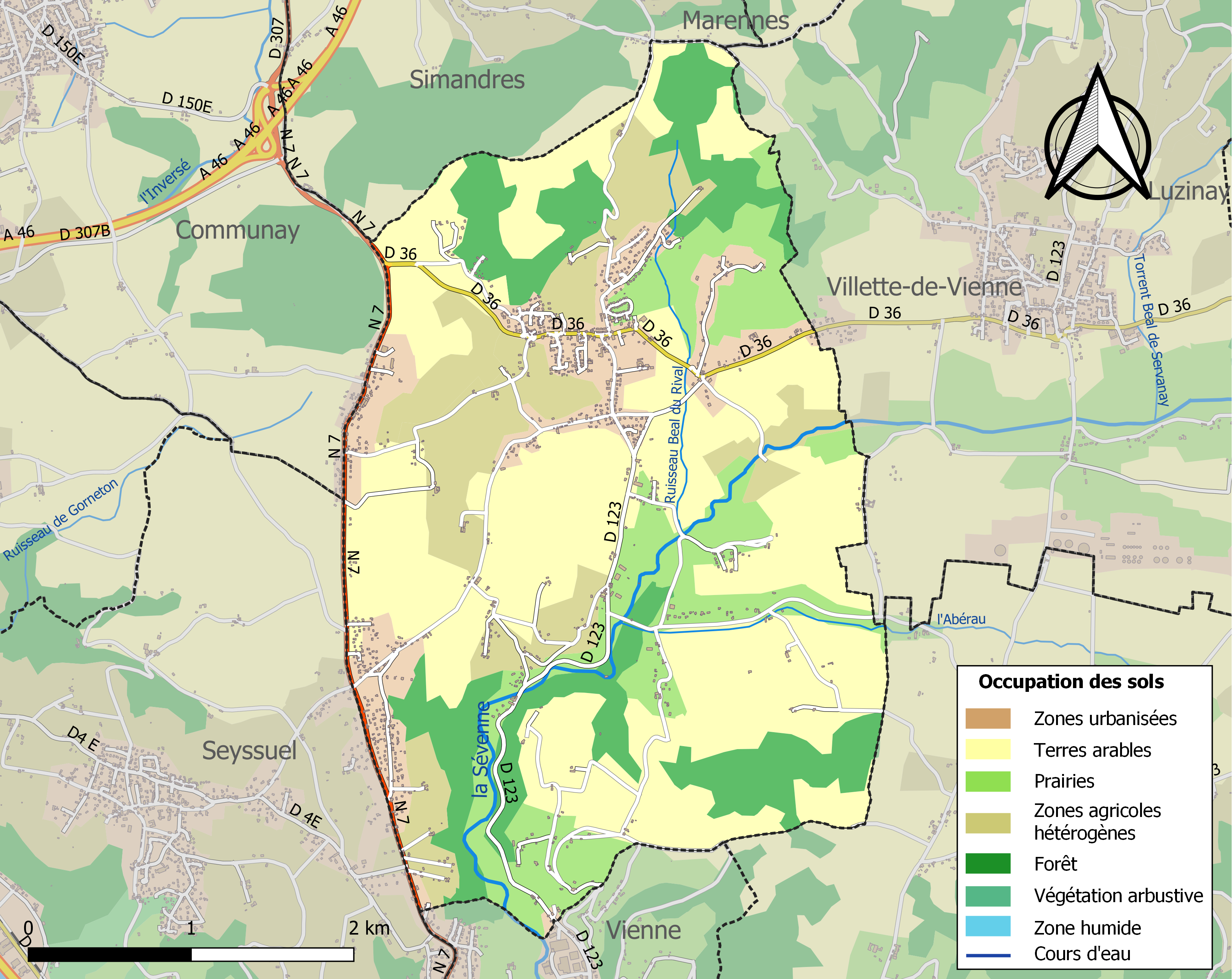
Carte des infrastructures et de l'occupation des sols de la commune en 2018 (CLC).

### Risques naturels et technologiques

#### Risques sismiques
L'ensemble du territoire de la commune de Chuzelles est situé en zone de sismicité n°3 (sur une échelle de 1 à 5), comme la plupart des communes de son secteur géographique.
| Type de zone | Niveau            | Définitions (bâtiment à risque normal) |
| ------------ | ----------------- | -------------------------------------- |
| Zone 3       | Sismicité modérée | accélération = 1,1 m/s2                |

### Quartiers, hameaux et lieux-dits
- Pauphile
- Saint-Maxime
- Le Verdier
- Saint-Maurice
- Les Dauphines
- Centre Village
- Les Martinières
- Saint-Hippolyte
- les Serpaizières
- Les Pins

## Histoire

### Chronologie
- Époque gallo-romaine : l'implantation en certains points (qui deviendront bien plus tard des hameaux du village) est très vraisemblable.
- 845 : Le nom Chuzelles est mentionné pour la première fois, sous sa forme latine de villa « caucilla », dans un acte de vente, attestant l'existence d'exploitations agricoles dans les zones correspondant à « Thiers », « Saint-Maxime », « Saint-Maurice ».
- Dès le XIVe siècle, les familles se succédant à la tête de la seigneurie locale sont connues, parmi lesquelles quelques grands noms de l'histoire dauphinoise, les Maubec, par exemple.
- Aux XVIIe et XVIIIe siècles, Chuzelles, comme toutes les paroisses sous l'Ancien Régime, est lourdement frappée par les impôts. La population est en plus confrontée aux nombreux passages des gens de troupes en Dauphiné, et doit contribuer à l'« effort » de la province (dégâts causés par les inondations du Drac, construction des fortifications de Grenoble, etc). Et parfois la rivière Sévenne déborde.
- 1628-1629 : épidémie de peste.
- 1692-1694 : Chuzelles est touchée comme tout le royaume par la grande crise démographique. À « Saint-Hippolyte », par exemple, on enregistre (en 1692) 6 naissances pour 18 décès.
- 1875 : le décret no 4602 du 22 juin 1875 crée Chuzelles par séparation de la commune de Villette-Serpaize[14].

## Politique et administration

### Liste des maires
| Période    | Période    | Identité                    | Étiquette | Qualité                                   |
| ---------- | ---------- | --------------------------- | --------- | ----------------------------------------- |
| 1875       | 1876       | Mathieu Gounon              |           |                                           |
| 1876       | 1879       | Jean Montagnon              |           |                                           |
| 1879       | 1884       | Jean Favier                 |           |                                           |
| 1884       | 1890       | Jules Roux                  |           |                                           |
| 1890       | 1903       | Antoine Montagnon           |           |                                           |
| 1903       | 1919       | Eugène Manin                |           |                                           |
| 1919       | 1929       | Eugène Colombier            |           |                                           |
| mai 1929   | avril 1959 | Jean-Pierre Palin           |           |                                           |
| mars 1959  | avril 1979 | Pierre Gery                 |           |                                           |
| avril 1979 | mars 1989  | Jean Chaintreuil            |           |                                           |
| mars 1989  | mars 2001  | Joseph Plantier (1935-2023) |           |                                           |
| mars 2001  | mars 2008  | Gilles Bourguignon          |           |                                           |
| mars 2008  | mai 2020   | Marielle Morel              |           | Agent technique                           |
| mai 2020   | En cours   | Nicolas Hyvernat            |           | Ingénieur ou cadre technique d'entreprise |

## Population et société

### Démographie
L'évolution du nombre d'habitants est connue à travers les recensements de la population effectués dans la commune depuis 1876. Pour les communes de moins de 10 000 habitants, une enquête de recensement portant sur toute la population est réalisée tous les cinq ans, les populations de référence des années intermédiaires étant quant à elles estimées par interpolation ou extrapolation. Pour la commune, le premier recensement exhaustif entrant dans le cadre du nouveau dispositif a été réalisé en 2005.

En 2022, la commune comptait 2 347 habitants, en évolution de +14,49 % par rapport à 2016 (Isère : +3,07 %, France hors Mayotte : +2,11 %).
| 1876 | 1881 | 1886 | 1891 | 1896 | 1901 | 1906 | 1911 | 1921 |
| ---- | ---- | ---- | ---- | ---- | ---- | ---- | ---- | ---- |
| 616  | 591  | 602  | 610  | 578  | 595  | 587  | 537  | 471  |

| 1926 | 1931 | 1936 | 1946 | 1954 | 1962 | 1968 | 1975  | 1982  |
| ---- | ---- | ---- | ---- | ---- | ---- | ---- | ----- | ----- |
| 517  | 534  | 545  | 522  | 580  | 623  | 705  | 1 017 | 1 209 |

| 1990  | 1999  | 2005  | 2006  | 2010  | 2015  | 2020  | 2022  | - |
| ----- | ----- | ----- | ----- | ----- | ----- | ----- | ----- | - |
| 1 681 | 1 958 | 2 032 | 2 040 | 2 052 | 2 008 | 2 300 | 2 347 | - |

### Enseignement
La commune est rattachée à l'académie de Grenoble.

### Activités et équipements culturels et sportifs
- Salle communale des Poletières
- Chorale La Clé des Chants Chuzelles chorale dissoute depuis le 5 janvier 2023
- Chuzelles Histoire et Patrimoine, association pour la sauvegarde du patrimoine
- Centre Mille Loisirs,
- Arts et Loisirs à Gogo
- Saint Vincent Chuzelles
- La Fanfare de Seyssuel-Chuzelles

### Médias
Historiquement, le quotidien à grand tirage Le Dauphiné libéré consacre, chaque jour, y compris le dimanche, dans son édition du Nord-Isère (Vienne), un ou plusieurs articles à l'actualité du canton et quelquefois de la commune, ainsi que des informations sur les éventuelles manifestations locales, les travaux routiers, et autres événements divers à caractère local.

### Cultes
La communauté catholique et l'église de Chuzelles (propriété de la commune) sont desservies par la paroisse Sainte Blandine des deux vallées, elle-même rattachée au diocèse de Grenoble-Vienne.

## Culture locale et patrimoine

### Lieux et monuments

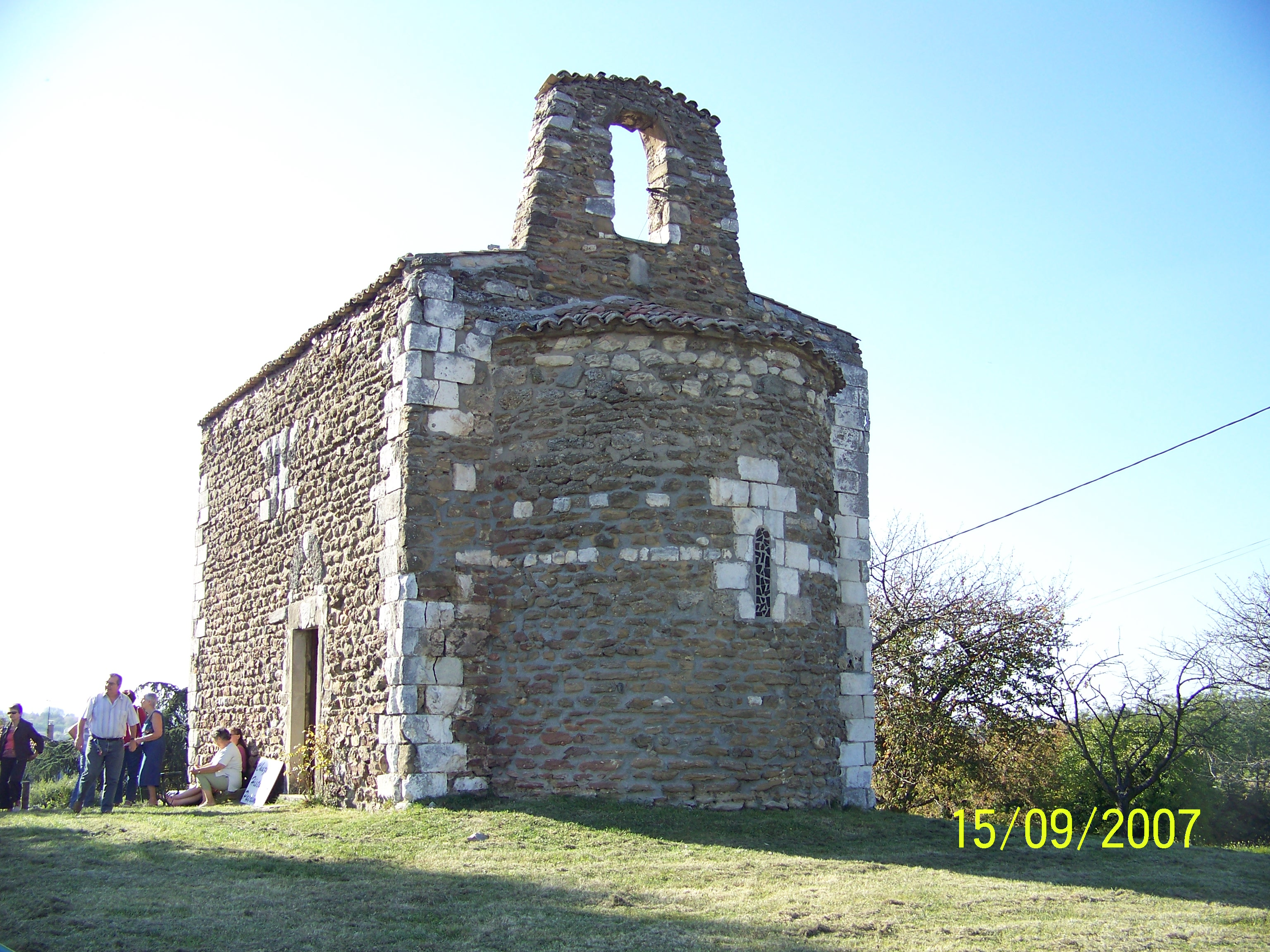
La baie campanaire de Saint-Maxime est dépourvue de sa cloche en 2007 pour cause de restauration.

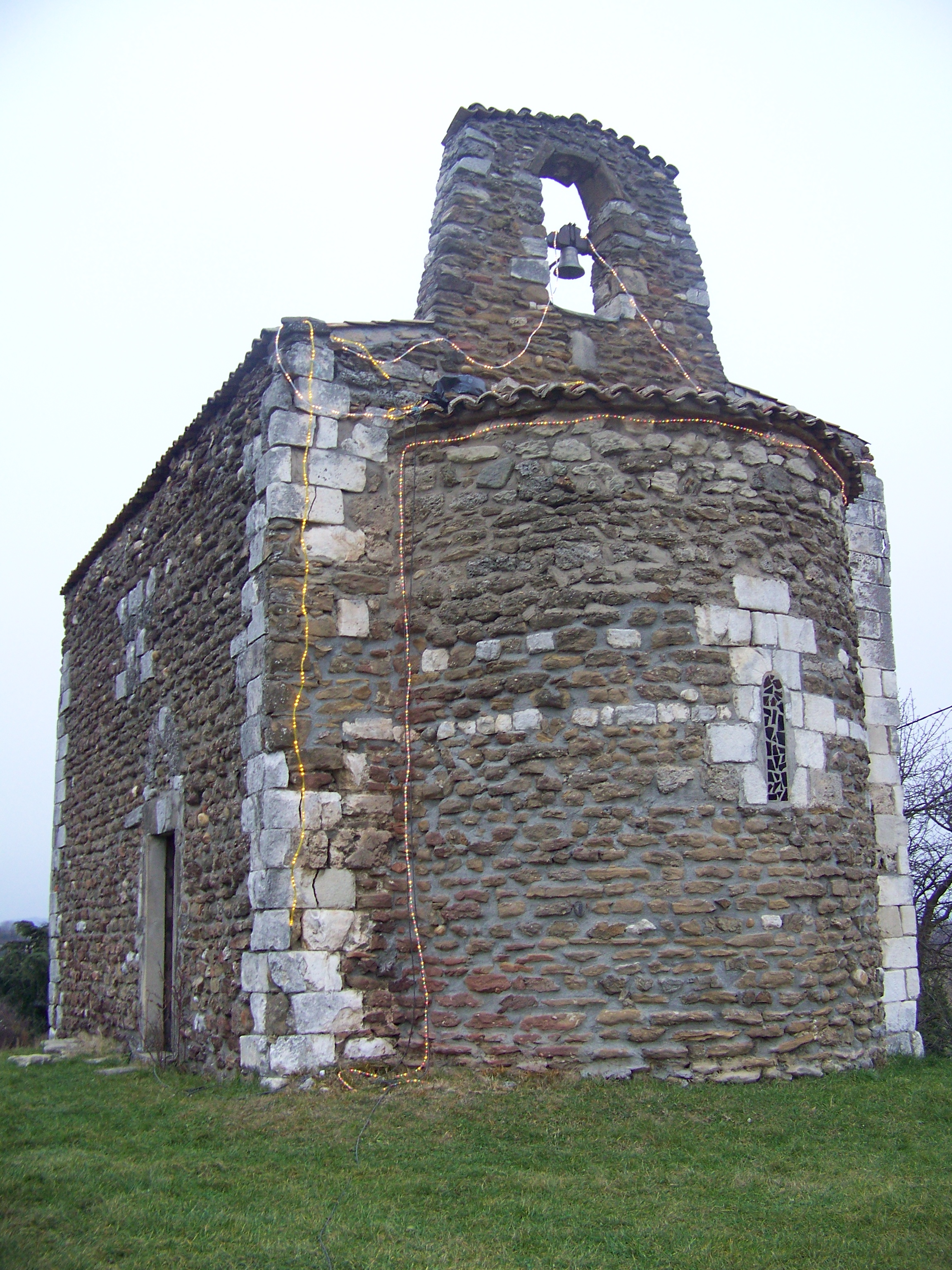
Pour les illuminations 2008, la baie campanaire a retrouvé sa cloche après rénovation.

- Chapelle Saint-Maxime de Chuzelles : édifiée dans la première moitié du XIe siècle par les moines de l'abbaye de Saint-André-le-Bas de Vienne, elle a conservé son aspect primitif.

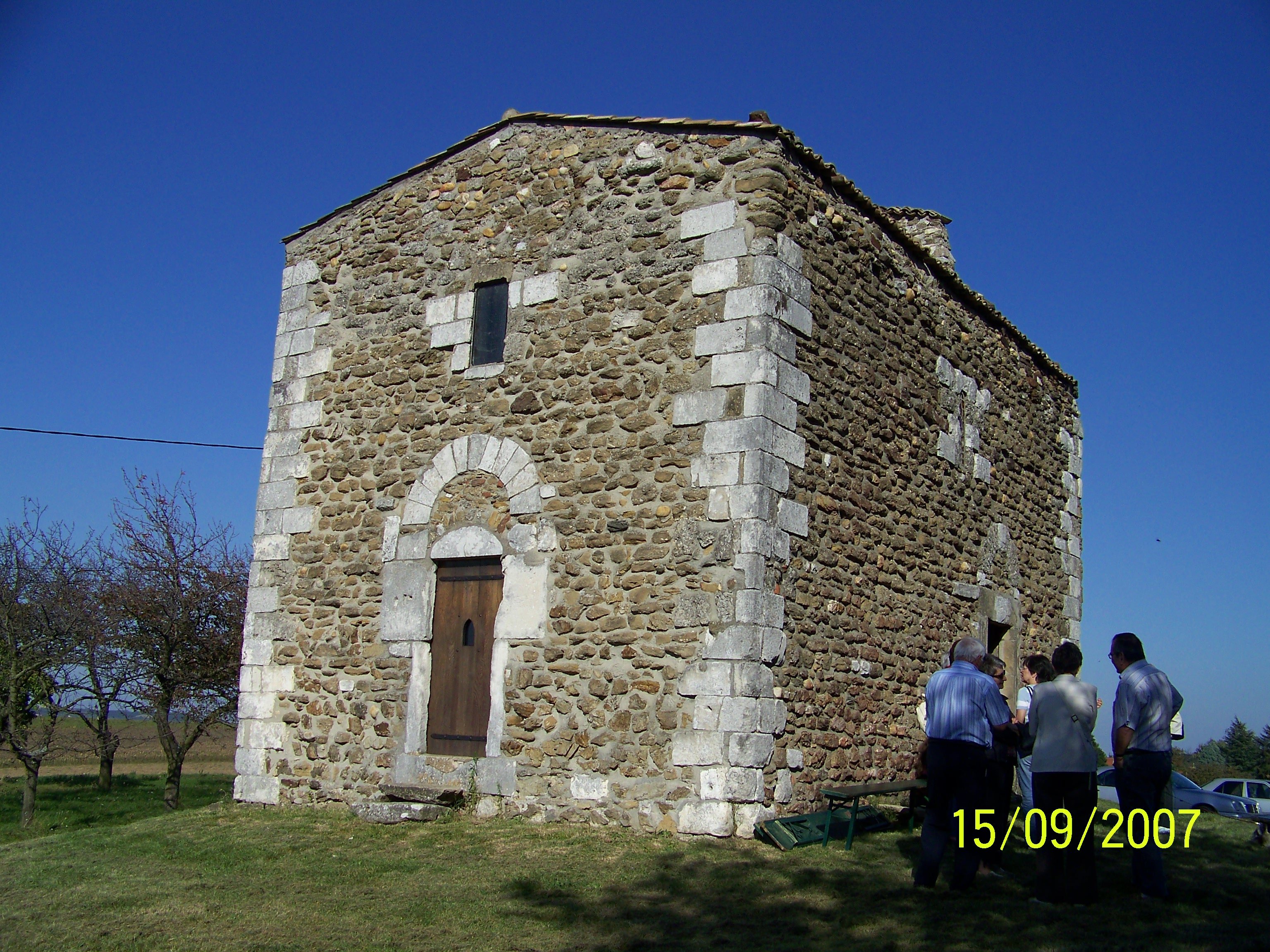
Façade ouest de Saint-Maxime.
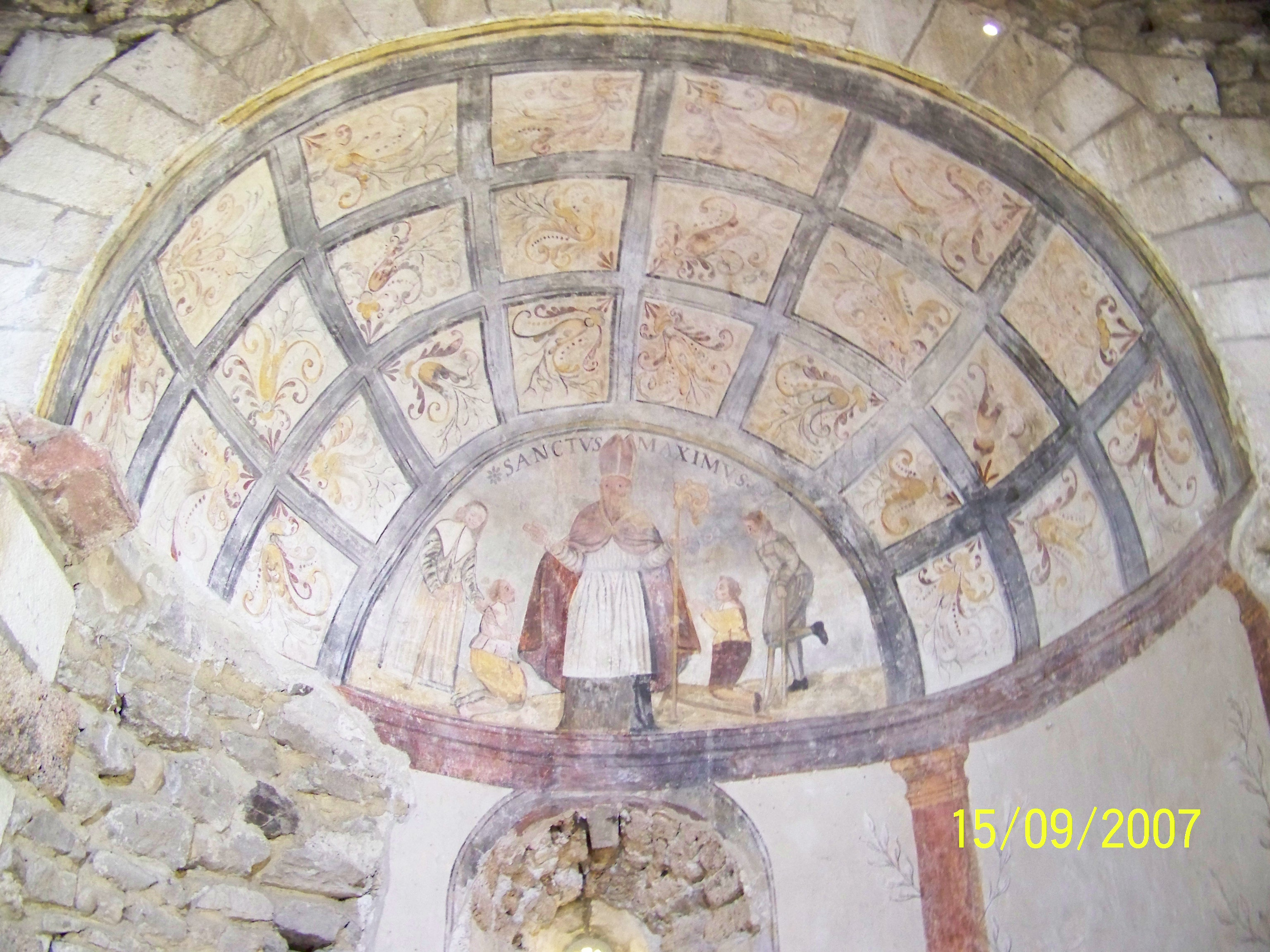
Fresques intérieures de Saint-Maxime.
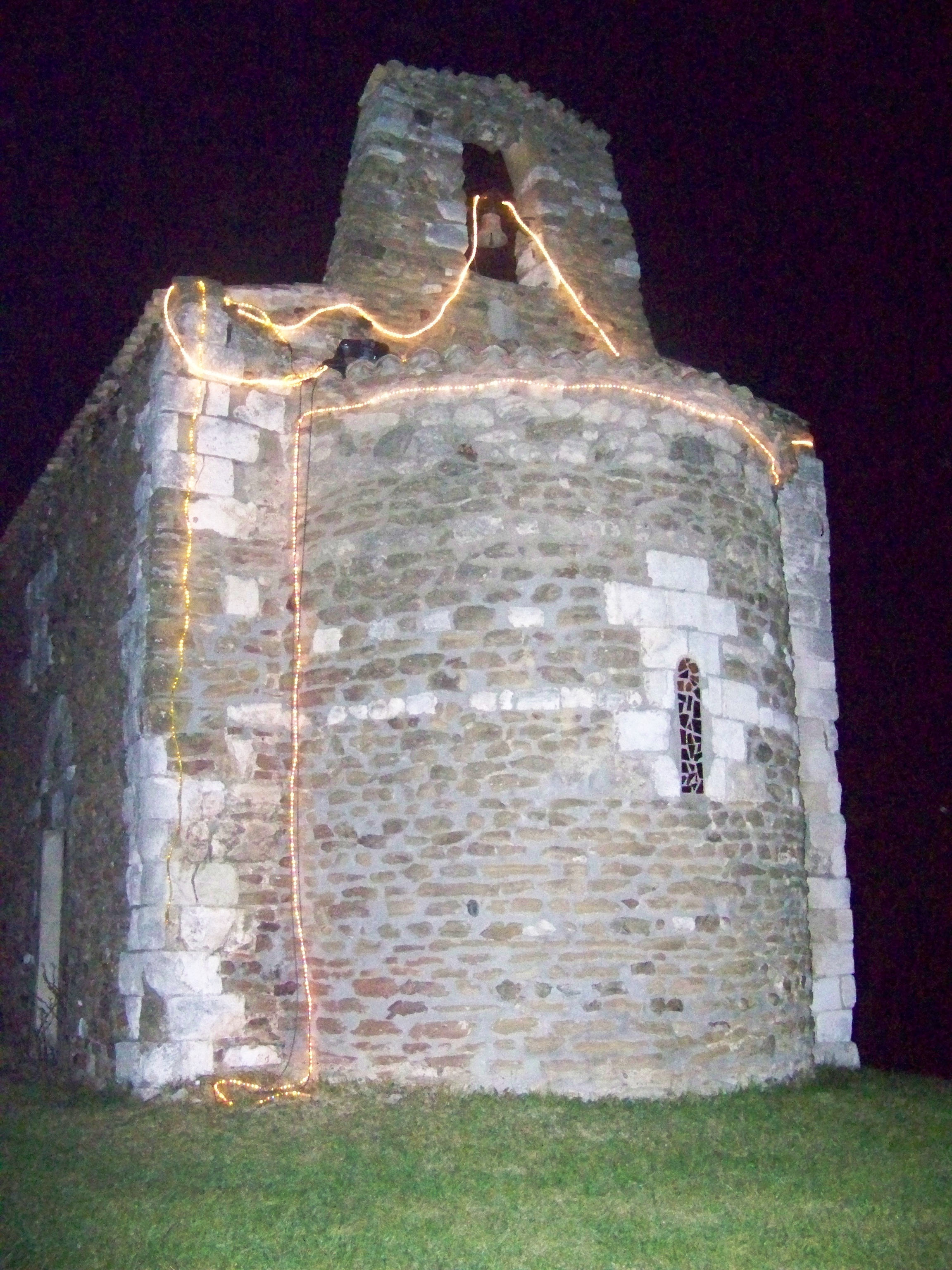
Illuminations 2008 de Saint-Maxime.
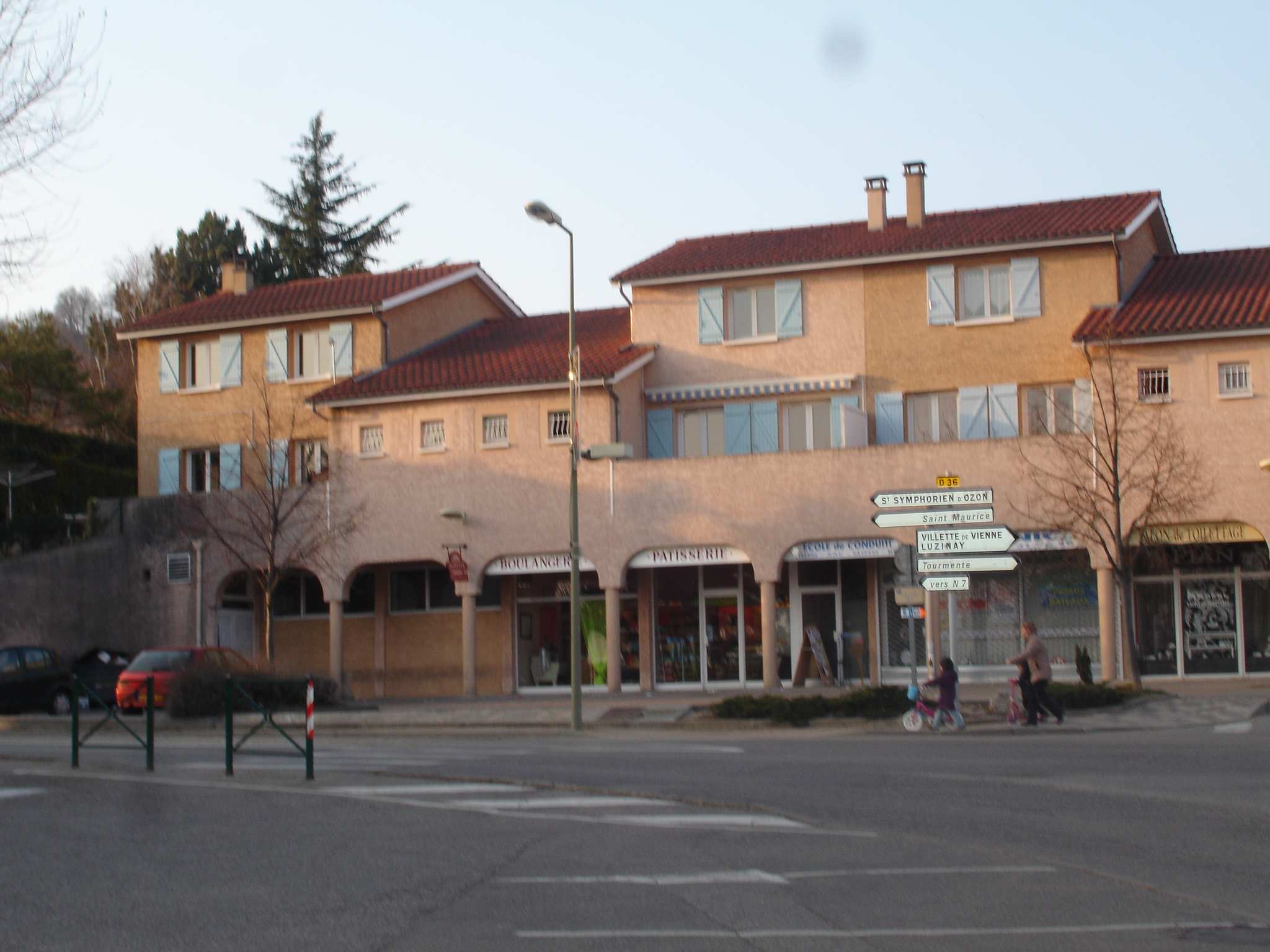
Chuzelles centre.

- Église Saint-Hippolyte : sa partie nord daterait du XIIe siècle. Une de ses cloches a été fondue en 1584. Des travaux de rénovation furent exécutés au début des années 1960. L'électricité et l'intérieur viennent d'être terminés fin 2009. Une réussite.

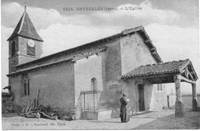
Saint-Hippolyte entre 1905 et 1930.
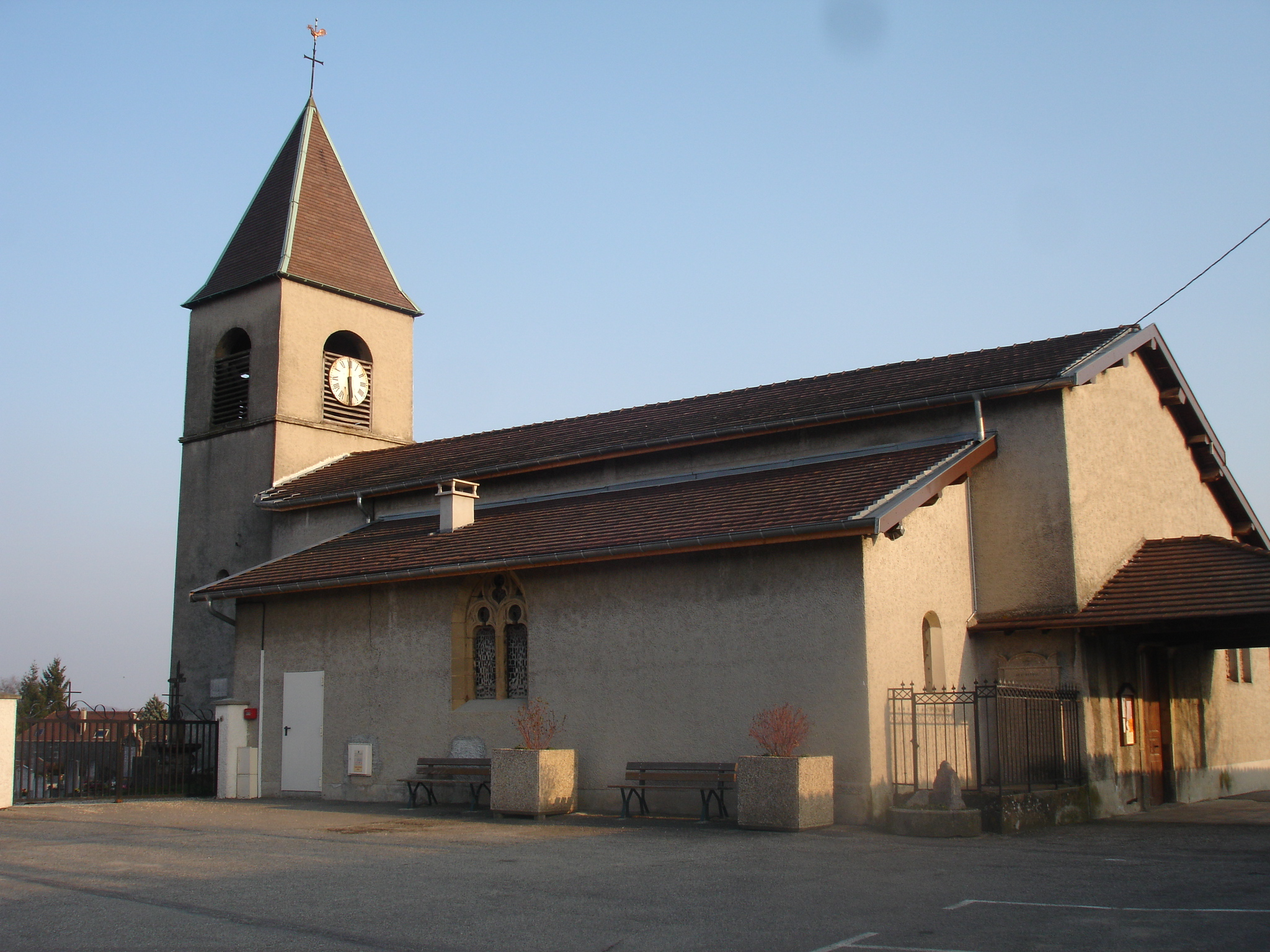
Église de Chuzelles.
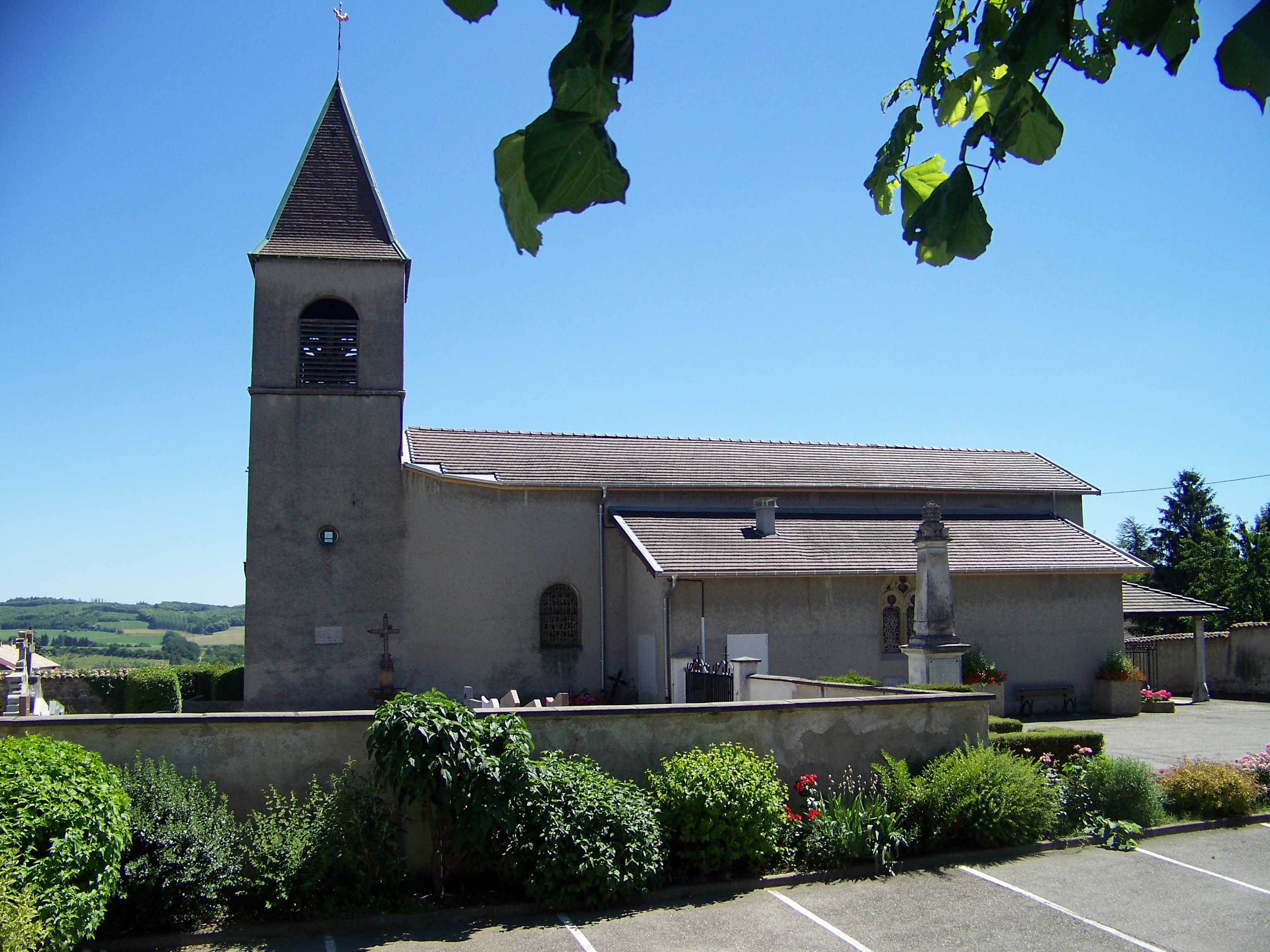
Église de Chuzelles et le monument aux morts.
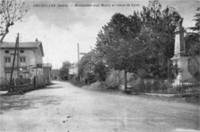
Monument aux morts entre 1920 et 1930.

### Blasonnement
Le 11 juin 1997, les armoiries de la commune furent officiellement enregistrées dans l'« Armoirial de France et d'Europe ».

### Devise
Devise : « ubi bene, ibi patria », en lettres romanes de gueules sur listel d'or, signifiant : Là où l'on est bien, là est la patrie.